# La Chapelle-Montligeon
La Chapelle-Montligeon é uma comuna francesa na região administrativa da Normandia, no departamento Orne. Estende-se por uma área de 8,36 km². Em 2010 a comuna tinha 533 habitantes (densidade: 63,8 hab./km²).